# إيغور شاليموف
إيغور شاليموف (بالروسية: Шалимов, Игорь Михайлович)‏ (مواليد 2 فبراير 1969) هو لاعب كرة قدم. لعب مع منتخب الاتحاد السوفييتي لكرة القدم. سبق له أن لعب في كأس العالم لكرة القدم مع منتخب بلاده.

## مسيرته الكروية
لعب إيغور شاليموف خلال مسيرته الاحترافية مع 8 أندية في خمسة عشر موسمًا وسجل خلالها 56 هدفًا ضمن 310 مباراة. ولم يفز بأي موسم بالكأس وفاز في موسمين بالدوري.
خاض إيغور شاليموف مسيرته مع نادي سبارتاك موسكو في موسم 1986 ليلعب معه ستة مواسم، مشاركًا في 122 مباراة سجل خلالها 25 هدفًا. ثم انتقل إلى نادي فوجيا في موسم 1991–92 لمدة موسم واحد، حيث شارك في 33 مباراة سجل خلالها 9 أهداف. لينتقل بعدها إلى نادي إنتر ميلان في موسم 1992–93 ولمدة موسمين، مشاركًا في 50 مباراة سجل خلالها 11 هدفًا. ثم انتقل إلى نادي دويسبورغ في موسم 1994–95 لمدة موسم واحد، مشاركًا في 21 مباراة ولم يسجل أي هدف. هذا وانتقل لاحقًا إلى نادي أودينيزي في موسم 1995–96 لمدة موسم واحد، مشاركًا في 20 مباراة ولم يسجل أي هدف أيضًا. ثم انتقل بعدها إلى نادي بولونيا في موسم 1996–97 ولمدة موسمين، مشاركًا في 33 مباراة سجل خلالها 5 أهداف. ليعود وينتقل من جديد، لكن هذه المرة إلى نادي نابولي في موسم 1998–99 لمدة موسم واحد، مشاركًا في 19 مباراة سجل خلالها هدفين.

## روابط خارجية
- إيغور شاليموف على موقع الاتحاد الأوربي (الإنجليزية)
- إيغور شاليموف على موقع قاعدة بيانات كرة القدم.إي يو (الإنجليزية)
- إيغور شاليموف على موقع ناشيونال فوتبول تيمز (الإنجليزية)
- إيغور شاليموف على موقع عالم كرة القدم.نت (الإنجليزية)
- إيغور شاليموف على موقع كووورة